# 三重県立特別支援学校伊賀つばさ学園
三重県立特別支援学校伊賀つばさ学園（みえけんりつ とくべつしえんがっこう いがつばさがくえん）は、三重県名張市美旗町南西原にある県立特別支援学校。

## 所在地
- 三重県名張市美旗町南西原229-2

## 通学区域
- 伊賀市、名張市

## 交通
- 近鉄大阪線美旗駅徒歩約20分
- 近鉄大阪線名張駅、伊賀鉄道伊賀線上野市駅、JR西日本関西本線伊賀上野駅より、三重交通バス71系統にて西原下車。徒歩約20分。

## 設置学部
- 小学部
- 中学部
- 高等部

## 歴史
- 1996年（平成8年）4月1日 - 三重県立養護学校伊賀つばさ学園として創立。
- 2007年（平成19年）4月1日 - 三重県立特別支援学校伊賀つばさ学園に校名変更。
- 2011年（平成23年）9月2日 - 校地の縁が平成23年台風第12号の影響で、幅4m、延長70mに渡り崩落する[1]。9月5日には、浸水被害に遭う[2]。